# Ulrich Herbert

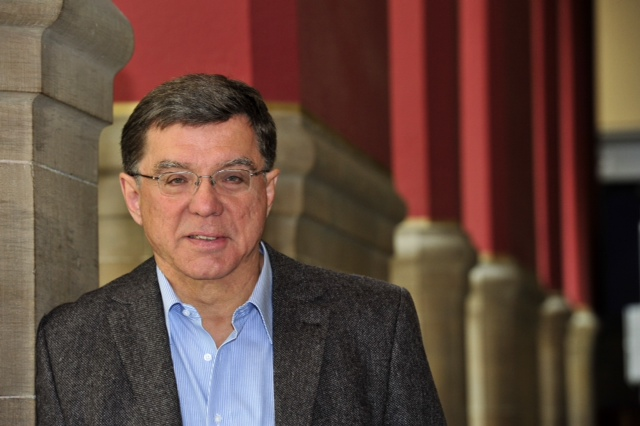
Ulrich Herbert, Freiburg 2014

Ulrich Herbert (* 24. September 1951 in Düsseldorf) ist ein deutscher Historiker. Er war bis Herbst 2019 Professor für Neuere und Neueste Geschichte an der Albert-Ludwigs-Universität in Freiburg im Breisgau.

## Leben
Herbert wurde in Düsseldorf geboren, wuchs jedoch im Ruhrgebiet auf, wo sein Vater als Ingenieur bei der Ruhrkohle AG tätig war. Nach dem Abitur am Staatlichen Gymnasium in Mülheim an der Ruhr studierte er seit 1971 Geschichte, Volkskunde und Germanistik an der Universität Freiburg. 1975 legte er dort bei Heinrich August Winkler das Erste Staatsexamen für das Lehramt an Gymnasien ab. Nach seiner Referendarausbildung in Düsseldorf lehrte Herbert von 1977 bis 1980 als Studienrat für Deutsch und Geschichte an der Mülheimer Gesamtschule Nord. Im Sommer 1980 wechselte er als Wissenschaftlicher Mitarbeiter im Fach Geschichte an die Universität Essen und war dort bis 1985 Mitarbeiter an dem von Lutz Niethammer geleiteten Forschungsprojekt „Lebensgeschichte und Sozialkultur im Ruhrgebiet 1930–1960“ (LUSIR), das als Pilotprojekt die in den USA entwickelte Methode der oral history erprobte. 1985 wurde Herbert mit einer von Niethammer betreuten Arbeit über die Politik und Praxis des „Fremdarbeiter-Einsatzes“ in der Kriegswirtschaft des Dritten Reichs promoviert. Diese Studie, die 1996 auch in englischer Sprache erschien, wurde schnell zur Grundlage der öffentlichen Diskussion über die Geschichte der Zwangsarbeiter in der NS-Zeit und deren ausgebliebene Entschädigung. 
1984 war Herbert seinem Lehrer Lutz Niethammer von Essen an die Fernuniversität Hagen gefolgt und ging von 1987 bis 1988 als Research Fellow an das Institut für Deutsche Geschichte der Universität Tel Aviv. Am dortigen Institut für Deutsche Geschichte begann er mit den Arbeiten zu seiner Habilitationsschrift, die im Februar 1992 an der Fernuniversität Hagen unter dem Titel Werner Best. Eine biographische Studie über Radikalismus, Weltanschauung und Vernunft angenommen wurde. Die Arbeit behandelt die Biographie des Nationalsozialisten Werner Best, dessen Werdegang Herbert von den Anfängen als völkisch-radikaler Student über die Position des Stellvertreters von Reinhard Heydrich im Reichssicherheitshauptamt bis zu seinem Wiederaufstieg in der Nachkriegszeit als Justitiar bei Stinnes verfolgt.
Im Mai 1992 wechselte Herbert als Direktor an die „Forschungsstelle für die Geschichte des Nationalsozialismus in Hamburg“ und baute diese zu einem Institut für allgemeine und regionale Zeitgeschichte aus, das sich unter Herberts Leitung vor allem mit der Politik- und Mentalitätsgeschichte der NS-Diktatur, der vergleichenden Untersuchung von NS-Regime und Stalin-Diktatur und der Geschichte der Bundesrepublik befasste. Aus dem von Herbert geleiteten Forschungsprojekt „Weltanschauung und Diktatur“ gingen neue, grundlegende Arbeiten zur NS-Täterforschung hervor (etwa die Studien von Karin Orth zu Personal und System der nationalsozialistischen Konzentrationslager und Michael Wildts Untersuchung des Führungspersonals des Reichssicherheitshauptamtes).
Zum Wintersemester 1995/96 wechselte Herbert in der Nachfolge Heinrich August Winklers auf den Lehrstuhl für Neuere und Neueste Geschichte der Universität Freiburg, dem er bis 2019 treu blieb. Herbert hat zahlreiche Publikationen vorgelegt, vor allem zur Geschichte des Nationalsozialismus, der Migrationsgeschichte im 20. Jahrhundert und der Geschichte der Bundesrepublik. Im Jahre 1998 veröffentlichte er den Band Nationalsozialistische Vernichtungspolitik, 1939 bis 1945, der Forschungsarbeiten der jüngeren deutschen Holocaustforscher vorstellte und in viele Sprachen übersetzt worden ist. 2003 erschien der Band Geschichte der Ausländerpolitik in Deutschland (in einer ersten Fassung bereits 1986), in dem die Entwicklung von der Heranziehung der Saisonarbeiter in den Jahren um 1900 über die Zwangsarbeiter der NS-Zeit, die „Gastarbeiter“ der 1960er Jahre und die Asylbewerber der 1980er und 1990er Jahre nachverfolgt wird.
2019 wurde Herbert emeritiert und leitet seither die Forschungsgruppe Zeitgeschichte an der Universität Freiburg. Von 2019 bis 2020 lehrte er zudem als Gerda-Henkel-Professor an der London School of Economics and Political Science und am Deutschen Historischen Institut London. Zu seinen Schülerinnen und Schülern gehören Jan Eckel, Isabel Heinemann, Stefanie Middendorf, Karin Orth, Kim Christian Priemel, Jörg Später, Corinna R. Unger und Michael Wildt.

## Forschung, Herausgeberschaften und Mitgliedschaften

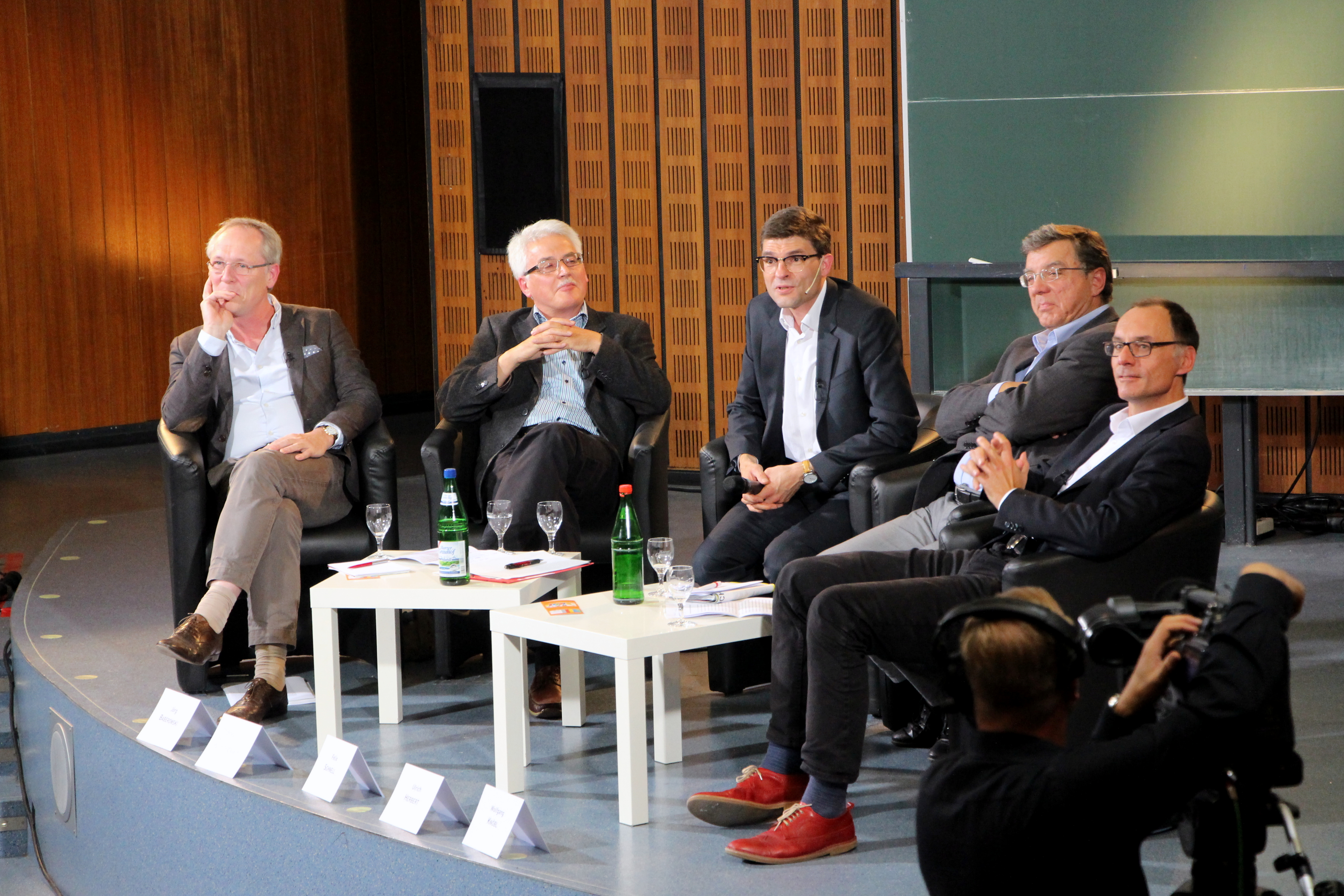
Ulrich Herbert (zweiter von rechts) auf dem Historikertag 2014

Von 2000 bis 2008 leitete Herbert zusammen mit Rüdiger vom Bruch eine Forschergruppe, die im Auftrag der Deutschen Forschungsgemeinschaft deren Geschichte von 1920 bis 1970 untersuchte. Das Vorhaben umfasste 19 Einzelprojekte; bis 2010 sind elf Bände über die Geschichte der DFG erschienen. Außerdem leitete Herbert das Forschungsprojekt „Liberalisierungs- und Integrationsprozesse in Westdeutschland, 1950–1980“. Herbert prägte den Begriff der Hochmoderne.
Seit 2005 gibt er zusammen mit Horst Möller, Susanne Heim und anderen die Edition „Verfolgung und Ermordung der Juden in Europa“ heraus, die in 16 Bänden einen umfassenden Überblick über die Quellen und Dokumente des Holocaust bieten soll.
Er ist Mitherausgeber der Zeitschrift Journal for Modern European History und mehrerer Buchreihen, darunter der Reihe Europäische Geschichte im 20. Jahrhundert, in der die Geschichte von zunächst zehn europäischen Staaten und ihren wechselseitigen Verknüpfungen behandelt wird. Den 2014 erschienenen Band über die Geschichte Deutschlands im 20. Jahrhundert verfasste er selbst.
Von 2001 bis 2007 war Herbert Mitglied des Wissenschaftsrats und leitete dort von 2005 bis 2007 die Arbeitsgruppe „Geisteswissenschaften“, deren „Empfehlungen zur Entwicklung und Förderung der Geisteswissenschaften in Deutschland“ die Diskussion über die Lage dieser Fächergruppe nachhaltig bestimmt hat. Herbert engagierte sich dabei auch gegen die so genannte 12-Jahres-Befristung, die wissenschaftlichen Mitarbeitern an Hochschulen, die nur befristet beschäftigt waren, nach 12 Jahren eine Weiterbeschäftigung untersagte. Das Gesetz wurde inzwischen geändert. Von 2007 bis 2013 leitete er an der Universität Freiburg zusammen mit Jörn Leonhard die School of History des „Freiburg Institute for Advanced Studies“ (FRIAS), das im Rahmen der Exzellenzinitiative gegründet wurde.

## Auszeichnungen
- Leibniz-Preis der Deutschen Forschungsgemeinschaft (1999)
- Bayerischer Buchpreis in der Kategorie „Sachbuch“ für sein Buch Geschichte Deutschlands im 20. Jahrhundert (2014)
- Ruhrpreis für Kunst und Wissenschaft (2018)

## Schriften (Auswahl)

### Monographien
- Wer waren die Nationalsozialisten? C.H. Beck, München 2021, ISBN 978-3-406-76898-9.[6]
- Das Dritte Reich. Geschichte einer Diktatur. C. H. Beck, München 2016, 3. Auflage 2018, ISBN 978-3406722400 (knappe Gesamtdarstellung auf dem neuesten Forschungsstand)[7]
- Geschichte Deutschlands im 20. Jahrhundert. C.H. Beck, München 2014, ISBN 978-3-406-66051-1. Rezensionen hier:[8] Englische Ausgabe: A History of 20th-Century Germany; translated by Ben Fowkes. Oxford University Press, New York 2019, ISBN 978-0-19-007064-9.
- Geschichte der Ausländerpolitik in Deutschland. Saisonarbeiter, Zwangsarbeiter, Gastarbeiter, Flüchtlinge. C.H. Beck, München 2001, ISBN 978-3-406-47477-4.
- Best. Biographische Studien über Radikalismus, Weltanschauung und Vernunft. 1903–1989. Bonn 1996, ISBN 3-8012-5030-X (Zugl.: Hagen, Fernuniv., Habil.-Schr., 1992 u.d.T.: Werner Best. Eine biographische Studie über Radikalismus, Weltanschauung und Vernunft).
- Arbeit, Volkstum, Weltanschauung. Über Deutsche und Fremde im 20. Jahrhundert. Fischer Taschenbuch, Frankfurt am Main 1995, ISBN 3-596-12648-7.
- Geschichte der Ausländerbeschäftigung in Deutschland 1880 bis 1980. Saisonarbeiter, Zwangsarbeiter, Gastarbeiter. J. H. W. Dietz Nachfolger, Bonn 1986, ISBN 978-3-8012-3019-7.
- Fremdarbeiter. Politik und Praxis des „Ausländer-Einsatzes“ in der Kriegswirtschaft des Dritten Reiches. Berlin/Bonn 1985, ISBN 3-8012-0108-2. Mehrere Auflagen, 3. Auflage 1999, ISBN 3-8012-5028-8 (Zugl.: Essen, Univ.-GHS, Diss., 1985 u.d.T.: Der Feind als Kollege. Politik und Praxis des "Fremdarbeiter-Einsatzes" in der Kriegswirtschaft des Dritten Reichs). Englische Ausgabe als
  - Hitler’s foreign workers – Enforced foreign labor in Germany under the Third Reich. Cambridge University Press, New York 1997.

### Herausgeberschaft
- Die Verfolgung und Ermordung der europäischen Juden durch das nationalsozialistische Deutschland 1933–1945; Band 1: Deutsches Reich 1933–1937, München 2007; Band 2: Deutsches Reich 1937–1939, München 2009; Band 3: Polen 1939–1941, München 2011.
- Wandlungsprozesse in Westdeutschland. Belastung, Integration, Liberalisierung, 1945–1980. Göttingen 2002, ISBN 3-89244-609-1.
- Nationalsozialistische Vernichtungspolitik, 1939 bis 1945. Neue Forschungen und Kontroversen. Fischer-Taschenbuch-Verlag, Frankfurt am Main 1998, ISBN 3-596-13772-1.
- mit Karin Orth und Christoph Dieckmann: Die nationalsozialistischen Konzentrationslager 1933 bis 1945. Entwicklung und Struktur. 2 Bände, Göttingen 1998, ISBN 3-89244-289-4.
- mit Axel Schildt: Kriegsende in Europa. Vom Beginn des deutschen Machtzerfalls bis zur Stabilisierung der Nachkriegsordnung, 1944 bis 1948. Klartext, Essen 1998, ISBN 3-88474-511-5.
- mit Olaf Groehler: Zweierlei Bewältigung. Vier Beiträge über den Umgang mit der nationalsozialistischen Vergangenheit in den beiden deutschen Staaten. Hamburg 1992, ISBN 3-87916-020-1.
- Europa und der „Reichseinsatz“. Ausländische Zivilarbeiter, Kriegsgefangene und KZ-Häftlinge in Deutschland, 1938–1945. Essen 1991, ISBN 3-88474-145-4.

### Aufsätze
- „Ostarbeiter“ (Essay), in: Für immer gezeichnet. Die Geschichte der „Ostarbeiter“ in Briefen, Erinnerungen und Interviews. Aus dem Russischen von Christina Links und Ganna-Maria Braungardt. Mit einem Essay von Ulrich Herbert, hrsg. von Memorial International Moskau und der Heinrich-Böll-Stiftung. Berlin 2019, ISBN 978-3-96289-057-5 (Online-Teilansicht).
- Der deutsche Professor im Dritten Reich. Vier biografische Skizzen. In: Karin Orth, Willi Oberkrome (Hrsg.): Die Deutsche Forschungsgemeinschaft 1920–1970. Forschungsförderung im Spannungsfeld von Wissenschaft und Politik. Stuttgart 2010, S. 483–503.
- Was haben die Nationalsozialisten aus dem Ersten Weltkrieg gelernt? In: Gerd Krumeich (Hrsg.): Nationalsozialismus und Erster Weltkrieg. Essen 2010, S. 21–35.
- National Socialist and Stalinist Rule. The Possibilities and Limits of Comparison. In: Manfred Hildermeier (Hrsg.): Historical Concepts between Eastern and Western Europe (= New German Historical Perspectives, 1). New York/Oxford 2007, S. 5–22.
- Europe in HighModern Era. Reflections on a Theory of the 20th Century. In: JMEH 5, 2007, S. 5–21.
- Der Zweite Weltkrieg in der europäischen Geschichte. In: Bernd Martin (Hrsg.): Der Zweite Weltkrieg und seine Folgen. Ereignisse, Auswirkungen, Reflexionen. Freiburg 2006, S. 315–338.
- Drei politische Generationen im 20. Jahrhundert. In: Jürgen Reulecke (Hrsg.): Generationalität und Lebensgeschichte im 20. Jahrhundert. München 2003, S. 95–115.
- Der Historikerstreit. Politische, wissenschaftliche, biographische Aspekte. In: Martin Sabrow u. a. (Hrsg.): Zeitgeschichte als Streitgeschichte. Große Kontroversen nach 1945. München 2003, S. 94–114.
- Beschäftigung, soziale Sicherung und soziale Integration von Ausländern. In: Geschichte der Sozialpolitik in Deutschland seit 1945, Bde. 2–7 und 11, Baden-Baden 2001 ff. (mit Karin Hunn).
- Der Holocaust und die deutsche Gesellschaft. In: Klaus-Dietmar Henke (Hrsg.): Auschwitz. Sechs Essays zu Geschehen und Vergegenwärtigung. Dresden 2001, S. 19–36.
- Intellektuelle im «Dritten Reich». In: Gangolf Hübinger, Thomas Hertfelder (Hrsg.): Kritik und Mandat. Intellektuelle in der deutschen Politik. Stuttgart 2000, S. 160–181.
- Forced Laborers in the Third Reich: An Overview. In: International Labor and Working-Class History, 58, 2000, S. 192–219.
- Academic and Public Discourses on the Holocaust: The Goldhagen Debate in Germany. In: German Politics and Society, 17, Nr. 3, 1999, S. 35–54.
- „Das Jahrhundert der Lager“: Ursachen, Erscheinungsformen, Auswirkungen. In: Peter Reif-Sperek, Bodo Ritscher (Hrsg.): Speziallager in der SBZ. Gedenkstätten mit „doppelter Vergangenheit“. Berlin 1999, S. 11–20.
- Drei deutsche Vergangenheiten. Über den Umgang mit der Geschichte der beiden deutschen Diktaturen im 20.Jahrhundert. In: Martin Sabrow u. a. (Hrsg.): Doppelte Zeitgeschichte. Deutsch-deutsche Beziehungen 1945–1990. Bonn 1998, S. 376–390.
- Weltanschauungseliten. Ideologische Legitimation und politische Praxis der Führungsgruppe der nationalsozialistischen Sicherheitspolizei. In: Potsdamer Bulletin für zeithistorische Studien, Nr. 9, Potsdam 1997, S. 4–19.
- “The real Mystery in Germany”. The German Working Class during the Nazi Dictatorship. In: Michael Burleigh (Hrsg.): Confronting the Nazis Past. New Debates on Modern German History. London 1996, S. 23–36.
- Die richtige Frage. In: Julius H. Schoeps (Hrsg.): Ein Volk von Mördern? Die Dokumentation zur Goldhagen-Kontroverse um die Rolle der Deutschen im Holocaust. Hamburg 1996, S. 212–224.
- Rückkehr in die Bürgerlichkeit? NS-Eliten in der Bundesrepublik. In: Bernd Weisbrod (Hrsg.): Rechtsradikalismus in Niedersachsen nach 1945. Hildesheim 1995, S. 1–17.
- Die deutsche Besatzungspolitik in Dänemark im Zweiten Weltkrieg und die Rettung der dänischen Juden. In: Tel Aviver Jahrbuch für deutsche Geschichte, 23, 1994, S. 93–114.
- Racism and Rational Calculation. The Role of “Utilitarian” Strategies of Legitimation in the National Socialist “Weltanschauung”. In: Yad Vashem Studies, 24, 1994, S. 131–147.
- «Riparazione». I costi del passato tedesco. In: Hans Woller (Hrsg.): La nascita di due repubbliche. Italia e Germania dal 1943 al 1955. Mailand 1993, S. 56–65.
- Von der Arbeitsbummelei zum Bandenkampf. Opposition und Widerstand der ausländischen Zwangsarbeiter in Deutschland, 1939–1945. In: Klaus-Jürgen Müller, David N. Dilks (Hrsg.): Großbritannien und der deutsche Widerstand, Paderborn 1993.
- Labour and Extermination: Economic Interests and the Primacy of “Weltanschauung” in National Socialism. In: Past and Present, 138, 1993, S. 144–195.
- „Generation der Sachlichkeit“. Die völkische Studentenbewegung der frühen 20er Jahre in Deutschland. In: Frank Bajohr u. a. (Hrsg.): Zivilisation und Barbarei. Die widersprüchlichen Potentiale der Moderne. Hamburg 1991, S. 115–144.
- Die Dynamik der Gewalt. Der gescheiterte Versuch der nationalsozialistischen Krisenlösung. In: Lutz Niethammer u. a.: Bürgerliche Gesellschaft in Deutschland. Frankfurt a. M. 1990, S. 413–514.
- Arbeiterschaft im „Dritten Reich“. Zwischenbilanz und offene Fragen. In: Geschichte und Gesellschaft 15, 1989, S. 320 ff.
- Nicht entschädigungsfähig? Die Wiedergutmachungsansprüche der Ausländer. In: Ludolf Herbst, Constantin Goschler (Hrsg.): Wiedergutmachung in der Bundesrepublik Deutschland. München 1989, S. 273–302.
- Die guten und die schlechten Zeiten. Überlegungen zur diachronen Analyse lebensgeschichtlicher Interviews. In: Lutz Niethammer (Hrsg.): „Die Jahre weiß man nicht, wo man die heute hinsetzen soll.“ Faschismuserfahrungen im Ruhrgebiet (= Lebensgeschichte und Sozialkultur im Ruhrgebiet, 1930 bis 1960, Band 1). Berlin/Bonn 1983, S. 67–96.